# Dark Funeral
Dark Funeral é uma banda de black metal da Suécia. Foi fundada em 1993 por Lord Ahriman e Blackmoon em Estocolmo.

## Biografia
Tudo começou em 1993 quando Lord Ahriman e Blackmoon (David Parland) começaram a tocar juntos. Dark Funeral foi o nome escolhido para este projecto. Mais tarde, juntaram-se a eles Draugen e Themgoroth.
Em 1994 a banda grava pela primeira vez um álbum, auto-financiado, no estúdio de Dan Swanö, o Uni-Sound em Janeiro. Esta EP é lançada a dia 4 de Maio. Nesse mesmo dia, a banda faria seu primeiro show no Lottes Pub em Oslo, Noruega.
Depois das sessões de gravação, Draugen deixa a banda e é substituído por Equimanthorn. A banda assina com a No Fashion Records e começa a preparar músicas para um álbum completo.

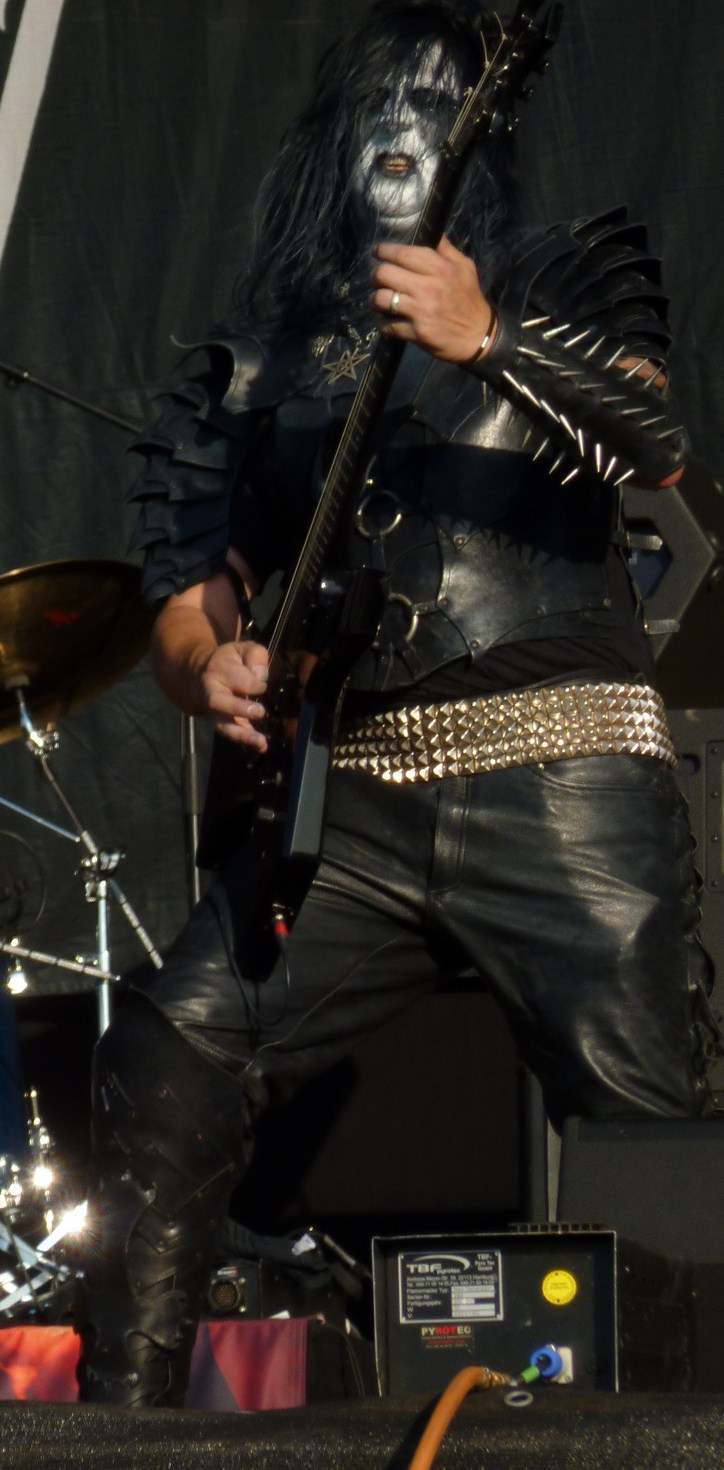
Lord Ahriman, guitarrista e fundador do Dark Funeral

No ano seguinte a banda gravou The Secrets of the Black Arts nos estúdios Uni-Sounds, mas a banda decide regravar o álbum nos Abyss Studio. Durante esta nova gravação é adicionada uma nova música (When Angels Forever Die) ao álbum. A banda filma o seu primeiro video, para a música The Secrets Of The Black Arts.
Emperor Magus Caligula junta-se á banda como vocalista e pouco depois, a banda estreia-se a tocar em festivais, no Under The Black Sun I, em Berlim.
No dia 28 de Janeiro de 96 The Secrets of the Black Arts é lançado e licenciado para a Metal Blade (América do Norte) e Mystic Production (Polónia).
Blackmoon decide sair da banda e Alzazmon ocupa a bateria e Typhos a guitarra. Emperor Magus Calígula, para além de vocalista, torna-se no baixista.
Juntamente com a banda Necromass, a banda parte para a Satanic War Tour I pela Europa. Em 97 a banda continua em tour (Satanic War Tour II), onde toca pela primeira vez na América. Bal Sagoth e Ancient também participam nesta tour. Ainda em 97, a banda grava o álbum "Vobiscum Satanas".
Em 1998 inicia-se a tour The Ineffable Kings Of Darkness, que conta também com as bandas Enthroned e Liar of Golgotha.
Para esta tour é contratado o baixista Dominion. Após a participação da banda no festival sueco Hultsfreds Festival, Thyphos é expulso e Dominion passa a ser o guitarrista da banda, com Calígula acumulando novamente as funções de vocalista e baixista.
A formação da banda muda de novo, quando Alzazmon deixa a banda, pouco antes da banda embarcar para a tour Bleed For Satan (com as bandas Cannibal Corpse e Infernal Majesty). Gaahnfaust é o seu substituto.
No ano de 99 continuam as turnés da banda. Desta vez o destino é o México e o estado da Califórnia. Mais tarde, juntamente com a banda Dimmu Borgir, fazem uma digressão pela Europa, na tour The Satanic Inquisition.
Em 2000 a banda volta ao estúdio para gravar a EP Teach Children to Worship Satan. Esta EP inclui uma nova versão de An Apprentice Of Satan, bem como covers de Slayer, Mayhem, Sodom e King Diamond e um videocip.
Dark Funeral, Deicide, Immortal e Cannibal Corpse começam uma tour, que se inicia no festival No Mercy.
Gaahnfaust deixa a banda e Matte Modin (da banda Defleshed) toma o seu lugar.
Em princípios de 2001 a banda volta aos estúdios Abyss para gravar seu terceiro álbum: Diabolis Interium. Segue-se novas tours: pela Europa, com as bandas Tidfall, Anorexia Nervosa e o Ragnarok; pelos Estados Unidos, como banda de abertura de Cannibal Corpse e Ásia. Após esta tour Dominion  abandonou a banda e é substituído, em 2003, por Chaq Mol.

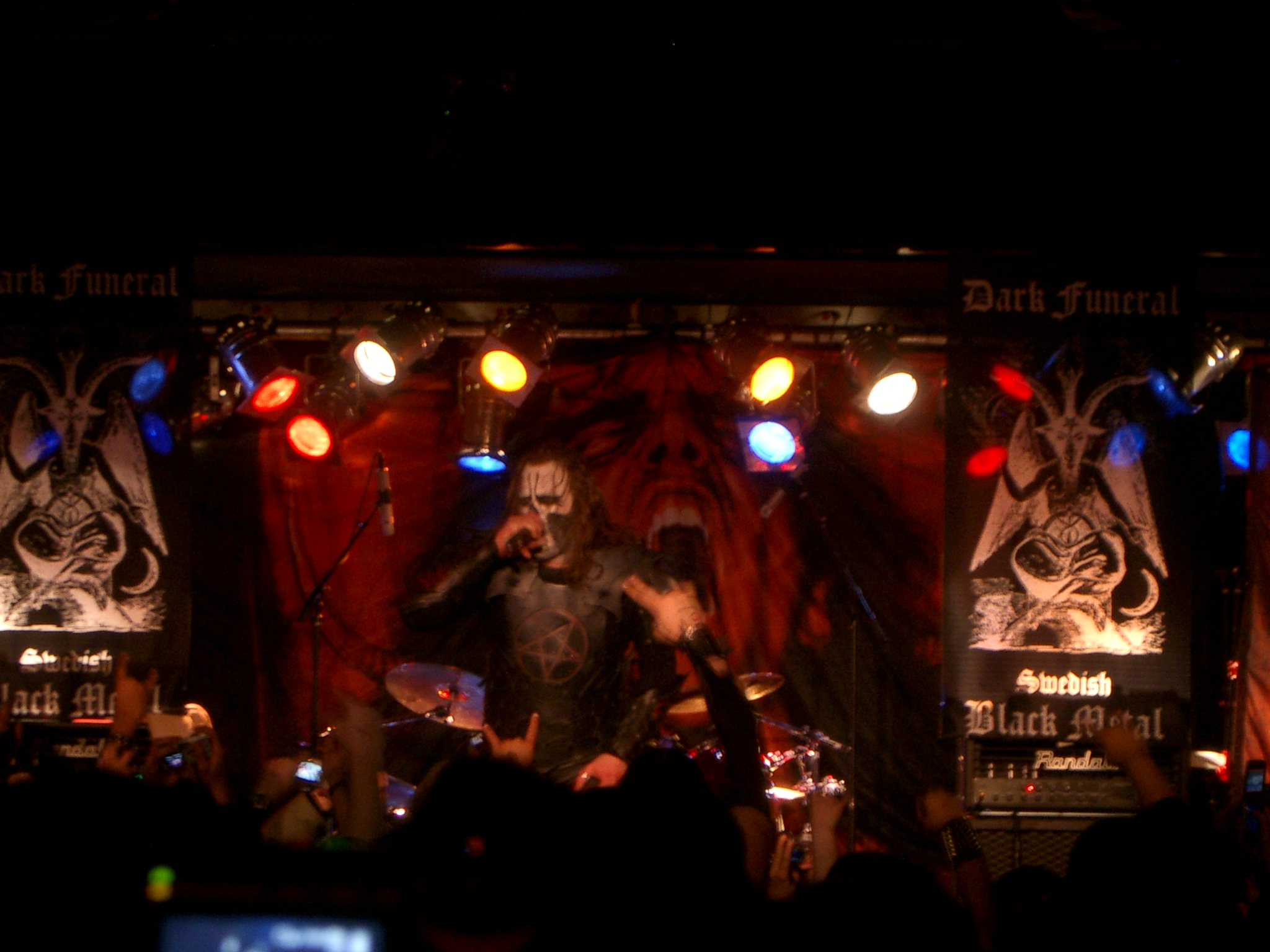
Dark Funeral com Caligula

Em 2004 a banda trocou a gravadora MNW/No Fashion Records pela Regain Records. Em conjunto com as bandas Goatwhore e Zyklon deram uma série de concertos no Japão. Seguiram-se depois o México e Espanha.
Em Janeiro de 2005 a banda começa a preparar materiais para lançar um novo álbum e quatro meses depois começam as gravações para o oitavo álbum da banda, Attera Totus Sanctus. Seguem-se uma série de turnês para promover este álbum.
Após vários shows promovendo o álbum, a banda lança o nono álbum em 2009, Angelus Exuro Pro Eternus. E no ano seguinte Emperor Magus Caligula deixa a banda. Caligula declarou que os motivos de sua saída eram pessoais e que sua vida tomou um novo rumo. Logo em seguida B-Force e Dominator também deixam a banda. Dominator alegou razões pessoais e privadas sobre sua saída. Já B-Force comunicou que era sua própria decisão deixar a banda.
Em 2011 o Dark Funeral recrutou Nachtgarm (Negator) como o novo vocalista da banda após a saída em julho de 2010 de Magnus "Masse" Broberg (conhecido como Emperor Magus Calígula). O baixista Zornheym também foi adicionado à formação do grupo. Ahriman comentou: "Agora, que concretizamos nossa formação, devo dizer que a atmosfera e a química dentro da banda está absolutamente fantástica. Além disso, cada membro do Dark Funeral está mais uma vez compartilhando de um enorme e forte compromisso, uma dedicação absoluta, bem como total profissionalismo."

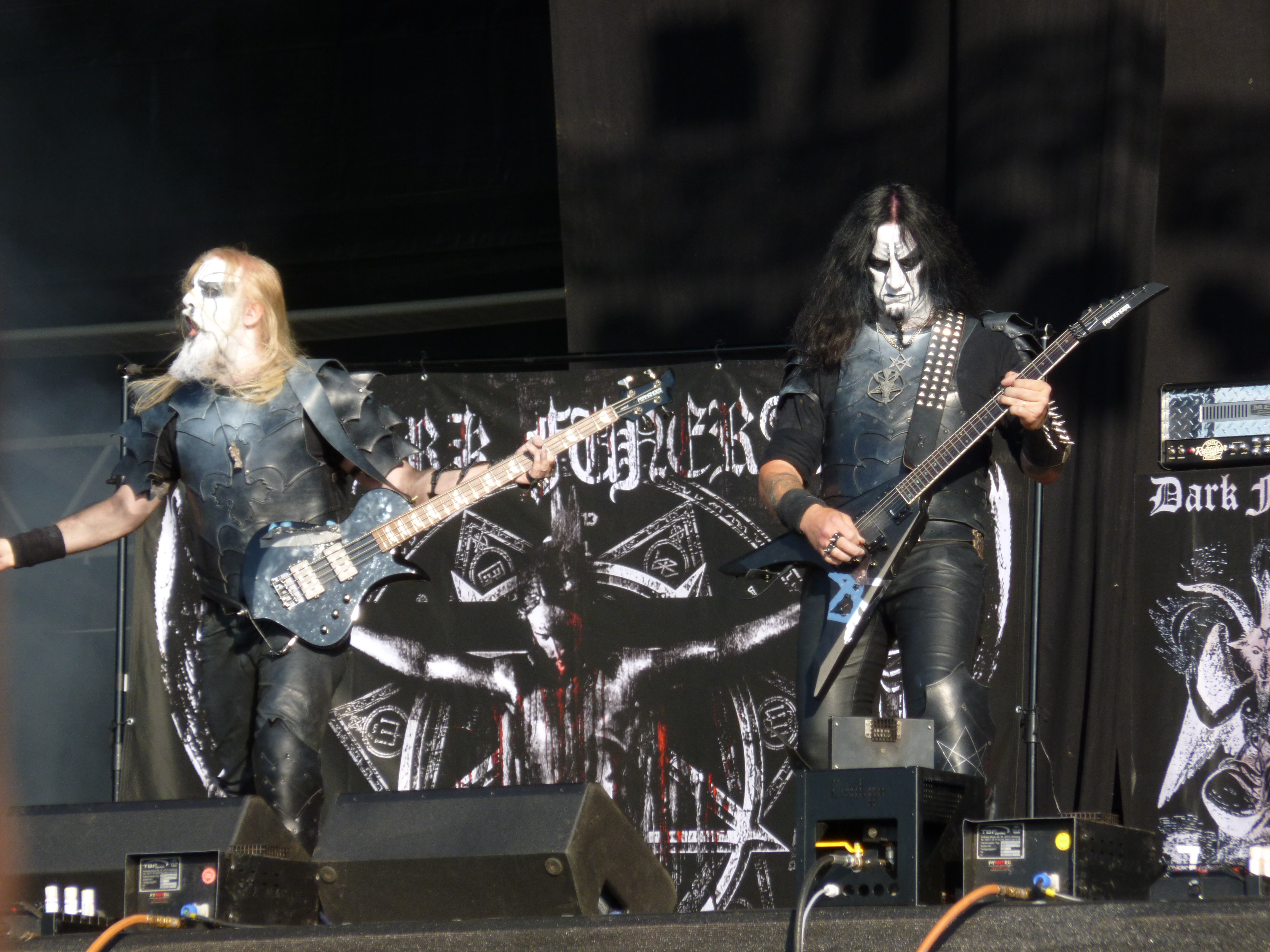
Dark Funeral no Wacken 2012

No mesmo ano, Dominator anunciou o seu retorno ao Dark Funeral e comentou que "após uma pequena temporada focando outros aspectos da minha vida, é um grande privilégio para mim anunciar o meu retorno ao Dark Funeral. O tempo que fiquei fora me encheu de inspiração e estou pronto para voltar atrás do kit e destruir tudo. É uma honra tocar ao lado de meus parceiros novamente. A DARK FUNERAL surge novamente para dominar tudo uma vez mais."
O Dark Funeral foi confirmado para a edição de 2012 do cruzeiro 70000 Tons of Metal, que saiu de Miami, Flórida até as Ilhas Cayman, em 23 de janeiro de 2012 e retornou quatro dias depois. Cerca de 40 bandas tocaram no cruzeiro.
Em 2013 a banda completa 20 anos de história e comemora com vários shows em festivais pela Europa. Em 19 de Março de 2013 foi anunciada a morte de Blackmoon por Lord Ahriman.
Em 16 de dezembro de 2014, o Dark Funeral lançou uma nova faixa e um videoclipe intitulado "Nail them to the Cross". O vídeo revelou o novo vocalista, Heljarmadr (GRÁ, DOMGÅRD e CURSED 13) e o baixista Natt (ANGREPP e WITHERSHIN) para a formação do grupo. A banda confirmou o sexto disco de estúdio para 2015. "Nail them to the Cross", ao lado da faixa "Temple of Ahriman",  foram lançadas como single em 26 de fevereiro de 2015.

## Integrantes
| - Lord Ahriman (Mikael Svanberg) - guitarra (1993-Presente) - Chaq Mol (Bo Karlsson) - guitarra (2003-Presente) - Heljarmadr (Andreas Vingbäck) - vocal (2014-Presente) - Adra-Melek (Fredrik Isaksson) - baixo (2018-Presente) - Jalomaah (Janne Jaloma) - bateria (2018-Presente) - Mikael Hedlund – baixo (2001) - Lord K Philipson – baixo (2001–2002) - Richard "Daemon" Cabeza – baixo (2002–2005) | - Niko Kaukinen - bateria (1993) - Draugen (Joel Andersson) - bateria (1993 - 1994) - Themgoroth (Paul Nordgrim) - vocal e baixo (1993 - 1995) - Blackmoon (David Parland) - guitarra (1993 - 1996) - Equimanthorn (Peter Eklund) - bateria (1994 - 1995) - Emperor Magus Caligula (Magnus Broberg) - vocais (1995 - 2010), baixo (1996 - 2001) - Alzazmon (Tomas Asklund) - bateria (1996 - 1998) - Typhos (Henrik Ekeroth) - guitarra (1996 - 1998) - Gaahnfaust (Robert Lundin) - bateria (1998 - 2000) - Dominion (Matti Mäkelä) - guitarra (1998 - 2002) - Matte Modin - bateria (2000 - 2007) - B-Force (Benny Fors) - baixo (2005 - 2010) - Dominator (Nils Fjellström) - bateria (2007 - 2017) - Nachtgarm (Steve Marbs) - vocal (2011 - 2012) - Zornheym (Tomas Nilsson) - baixo (2011 - 2014) - Natt (Andreas Fröberg) - baixo (2014 - 2016) |

## Discografia

### Álbuns de estúdio
- 1996 - The Secrets Of The Black Arts
- 1998 - Vobiscum Satanas
- 2001 - Diabolis Interium
- 2005 - Attera Totus Sanctus
- 2009 - Angelus Exuro Pro Eternus
- 2016 - Where Shadows Forever Reign
- 2022 - We Are the Apocalypse

### Ao vivo
- 2004 - De Profundis Clamavi Ad Te Domine

### EPs
- 1994 - Dark Funeral
- 2000 - Teach Children To Worship Satan
- 2000 - In The Sign...

### Vídeos
- 2007 - Attera Orbis Terrarum, Pt. 1
- 2008 - Attera Orbis Terrarum, Pt. 2